# 蒙卡瓜

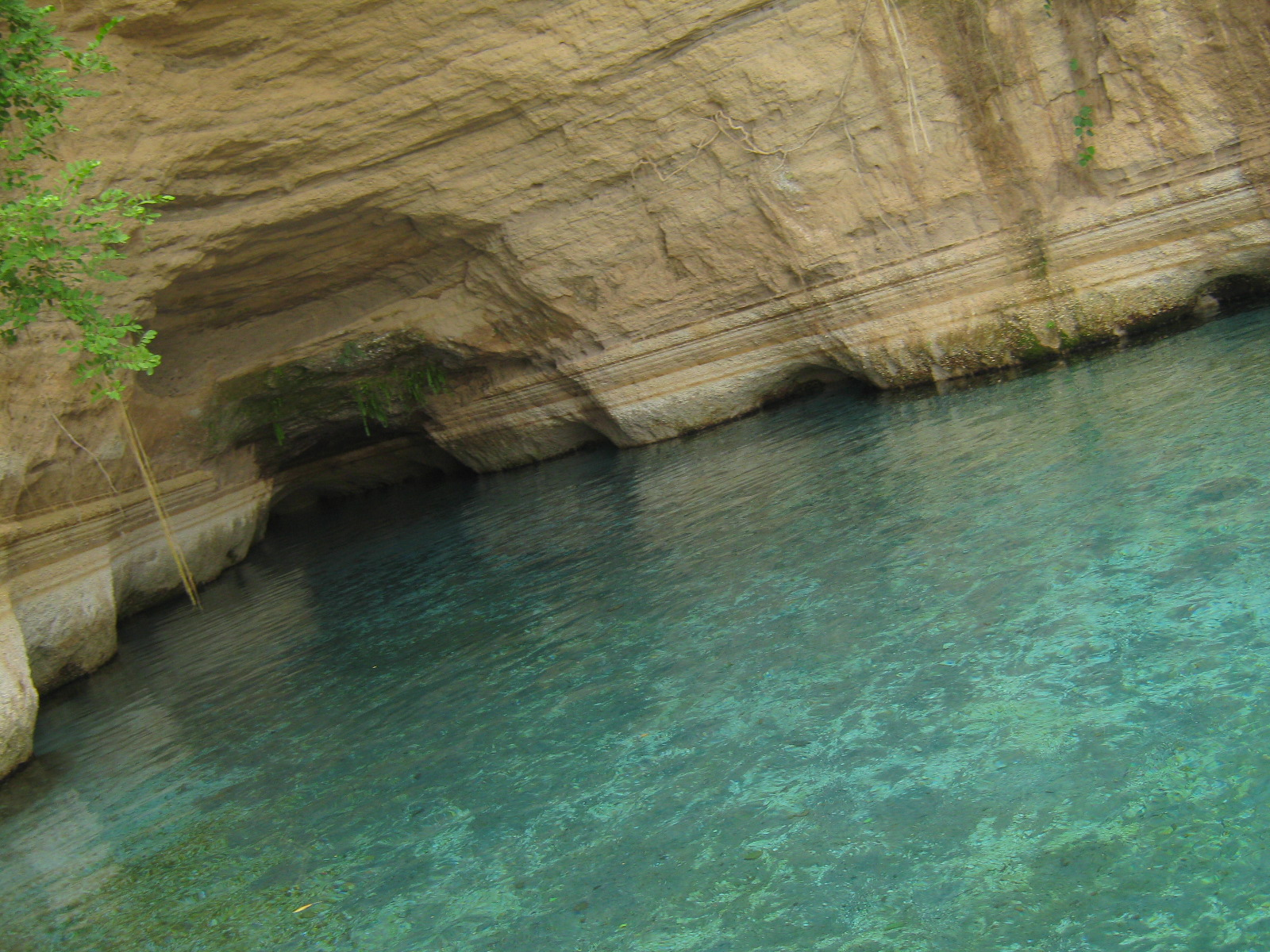

蒙卡瓜（西班牙語：Moncagua），是薩爾瓦多的城鎮，位於該國東部，由聖米格爾省負責管轄，面積102.95平方公里，海拔高度230米，2007年人口22,659，人口密度每平方公里220.1人。
13°32′N 88°15′W / 13.533°N 88.250°W